# オオバショウマ
オオバショウマ（大葉升麻、学名：Cimicifuga japonica ）はキンポウゲ科サラシナショウマ属の多年草。

## 特徴
根茎は太く、長く横に伸び、ひげ根がある。根出葉は1回3出複葉で、小葉は大形の円心形で基部は切れ込み、長さは7-20cmになる。縁は掌状に5-9中～浅裂し、裂片は鋭尖頭形になり、不ぞろいな鋸歯をもつ。葉の表面の縁辺部に短毛があるかまたは無く、裏面は葉脈上に短毛がある。
花期は8-9月。花茎状の茎は高さ40-120cmになり、長さ30cmほどの穂状花序をつける。花序は単一または下部で分枝し、短毛が生え、白色で無柄の多数の花を密につけ、花は下側から上側への順に開花する。茎につく葉は退化して苞状になる。花弁状の萼片は4-5枚あり、長さ4-5mmの広楕円形で、開花後に落ちる。花弁は長さ4-6mm。ブラシ状に目立つ雄蕊は多数あり、長さ7mmになる。雌蕊はふつう1個。果実は袋果となり、長さ6-7mmになる。
同属のサラシナショウマは、根出葉が3回3出複葉で、花に花柄がある。イヌショウマは根出葉が2回3出複葉、ときに1回3出複葉で、本種同様に花に花柄が無い。

## 分布と生育環境
日本固有種で、本州（青森県太平洋側以南）、四国、九州に分布し、山地の林中に生育する。ときに群生することがある。

## 学名
- Cimicifuga japonica (Thunb.) Spreng.
- Cimicifuga japonica (Thunb.) Spreng. var. macrophylla (Koidz.) H.Hara（狭義）

## シノニム
- Actaea japonica Thunb.
- Cimicifuga acerina (Siebold et Zucc.) Tanaka
- Cimicifuga acerina (Siebold et Zucc.) Tanaka var. intermedia H.Hara
- Cimicifuga acerina (Siebold et Zucc.) Tanaka var. macrophylla (Koidz.) H.Hara

## ギャラリー
- 根出葉は大形の1回3出複葉
- 花に花柄がない

## 下位分類
- キケンショウマ Cimicifuga japonica (Thunb.) Spreng. var. peltata (Makino) H.Hara -長野県西部から滋賀県に分布し、小葉の基部が心形に深く切れ込まず、小葉柄が楯状につく。